# Боде, Наталья Фёдоровна
О баронессе Боде см. Колычёва, Наталья Фёдоровна
Ната́лья Фёдоровна Боде́ (1914—1996) — советский фотограф, участница Великой Отечественной войны.

## Биография
Родилась 17 (30 декабря) 1914 года в Киеве в семье преподавателя техникума Федора Федоровича Боде (по свидетельству о рождении Федора Фридриховича Боде; 1883—?) и учительницы младших классов Веры Александровны Кудрицкой. В 1934 году работала фотокорреспондентом в газете ЩКПУ «Коммунист». В 1938 году перешла в Фотохронику ТАСС по Украине. В 1941 году поступила добровольцем на работу во фронтовую газету Юго-Западного фронта «Красная Армия» и прошла с ней до конца войны. Снимала на Юго-Западном, Центральном, 1-м Белорусском фронтах. Постоянно печаталась в центральных газетах «Правда», «Красная Звезда», журнале «Огонёк» и зарубежной печати (через Совинформбюро). Войну закончила в звании старшего лейтенанта.
После войны в 1945 году в «Детиздате» вышла книга фотографий «Дорогами войны», получившая премию. Участвовала во многих всесоюзных и международных фотовыставках. С 1945 года жила в Москве. Работала московским корреспондентом украинской газеты «Радянська Культура».

## Семья
Перед войной Наталья вышла замуж за фотожурналиста Бориса Казюка, у них был один сын. После начала войны Борис Казюк ушёл на фронт и вскоре погиб, после чего Наталья оставила маленького сына Сашу на попечение родителей и ушла на фронт фотокорреспондентом. На фронте она познакомилась со своим вторым мужем — поэтом Евгением Долматовским, с которым прожила 15 лет. От этого брака родилась дочь Наталья.

## Награды
- орден Красной Звезды (8.8.1943)
- орден Отечественной войны II степени (6.4.1985)
- медаль «За отвагу» (29.1.1943)
- медаль «За оборону Сталинграда»

## Память
В 1966 году на Мосфильме вышел фильм по книге Леонида Первомайского «Дикий мёд». Наталия Боде является прототипом главной героини — военного фотокорреспондента Варвары Княжич.
В 2020 году внук Наталии Боде Василий Кутьин в соавторстве с Денисом Бобкиным опубликовал рассказ «Сон у Тигра» (трилогия «Солдатский сон»), где рассказывается о подвиге Наталии Боде на Курской Дуге летом 1943 года. В оформлении книги использованы авторские военные фотографии Натальи Боде.

## Некоторые работы

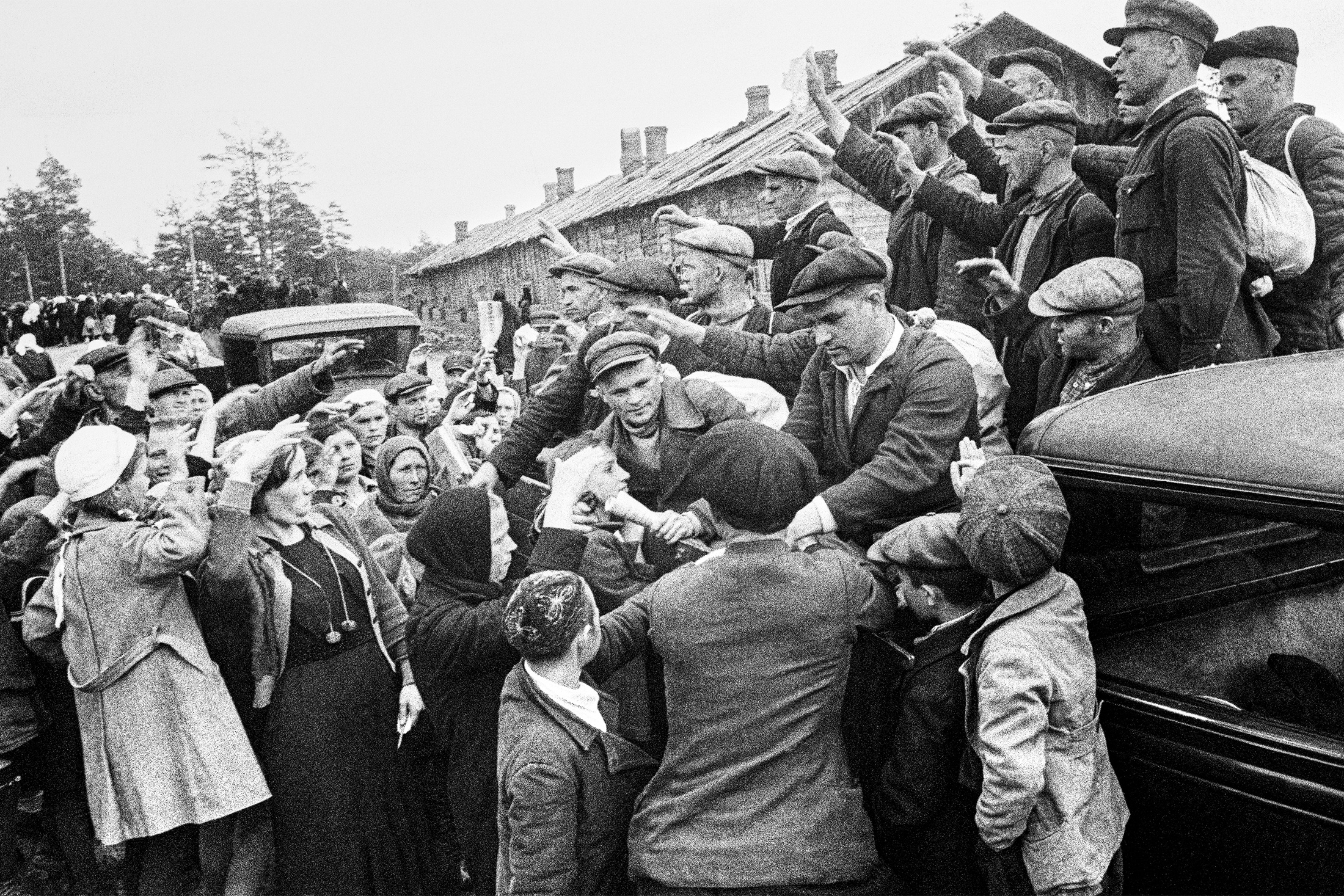
Фото «Проводы в народное ополчение», сентябрь 1941.
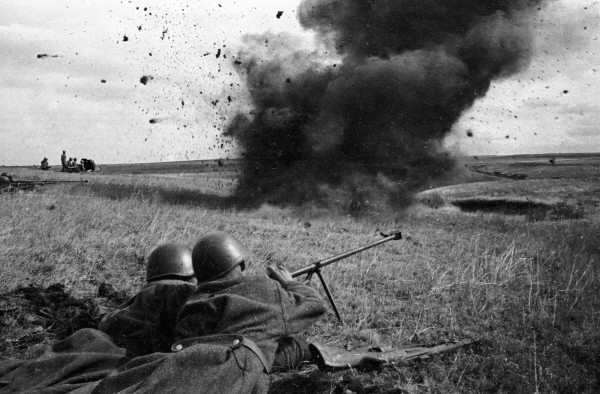
Фото Н. Боде «Бронебойщики на Курской дуге».